# Huhtasaari (ö i Lappland, Rovaniemi, lat 67,04, long 25,09)
Huhtasaari är en ö i Finland.   Den ligger i den ekonomiska regionen  Rovaniemi ekonomiska region  och landskapet Lappland, i den norra delen av landet, 800 km norr om huvudstaden Helsingfors.